# Oligosynthetische taal
Een oligosynthetische taal (van het Griekse ὀλίγος, "weinig") is een hypothetische synthetische taal met hooguit enkele honderden morfemen, die echter wel tot lange of zeer lange woorden aaneengeregen kunnen worden. Het principe is dus hetzelfde als in een polysynthetische taal, alleen met veel minder gebonden morfemen. 
Er zijn geen gevallen bekend van natuurlijke talen die deze structuur hebben of hadden. Sommige taalkundigen trekken om deze reden het bestaan van het verschijnsel oligosynthetisme als zodanig in twijfel, omdat het een onhanteerbaar en improductief systeem zou zijn. Volgens taalkundige Benjamin Lee Whorf waren het Nahuatl en Blackfoot wel oligosynthetisch, maar deze talen worden tegenwoordig als polysynthetisch beschouwd.
De enige bekende talen met een daadwerkelijk oligosynthetische structuur zijn kunsttalen zoals het Sona en aUI. Het Toki Pona is een isolerende taal met slechts enkele morfemen en zou dus als "oligo-isolerend" kunnen worden getypeerd. In het Newspeak worden door middel van het synthetisch aan elkaar plakken van stammen neologismen gevormd: doubleplusungood, "zeer ontevreden".